# Myomyscus verreauxii
Myomyscus verreauxii är en däggdjursart som först beskrevs av Smith 1834.  Myomyscus verreauxii ingår i släktet Myomyscus och familjen råttdjur. Inga underarter finns listade i Catalogue of Life.
Djuret är med en kroppslängd (huvud och bål) av 90 till 118 mm, en svanslängd av 124 till 154 mm och en vikt av 41 till 54 g en liten gnagare. Bakfötterna är 20 till 28 mm långa och öronen är 17 till 20 mm stora. Den mjuka pälsen på ovansidan bildas av hår som är mörkgråa vid roten och ljusbruna vid spetsen vad som ger ett ljusbrunt utseende. Några helt svarta hår är inblandade på ovansidan. Undersidan päls har en ljusgrå färg. Huvudet kännetecknas av långa svarta morrhår och nakna öron. Arten extremiteter, inklusive händer och fötter, är vita. På den långa svansen förekommer främst fjäll och några korta borstar. Honor har 6 spenar längre fram på undersidan och 4 spenar vid ljumsken.
Individerna är nattaktiva och vistas på marken. De har insekter som Dinopsyllus abaris, Dinopsyllus ellobius, Epirimia aganippes, gul hundfästing och arter av släktet Ixodes som föda. Dessutom äts några växtdelar och maskar.
Arten förekommer i södra Sydafrika. Den lever i låglandet och i bergstrakter och har landskapet Fynbos som habitat.